# Nanos (wieś)
Nanos – wieś w Słowenii, w gminie Vipava. W 2018 roku liczyła 20 mieszkańców.